# Bataille de Karameh
Guerre d'usure
La bataille de Karameh fait référence à l'attaque par l'armée israélienne les 20 et 21 mars 1968 du camp palestinien de Karameh, en Jordanie.
Les deux camps déclarèrent victoire. Les Israéliens se retirent ou sont repoussés après une journée de combats après avoir détruit la majeure partie du camp de Karameh et capturé environ 140 membres de l'OLP. Sur le plan tactique, cependant, Israël réussit à détruire le camp de Karameh.

## Bataille de Karameh

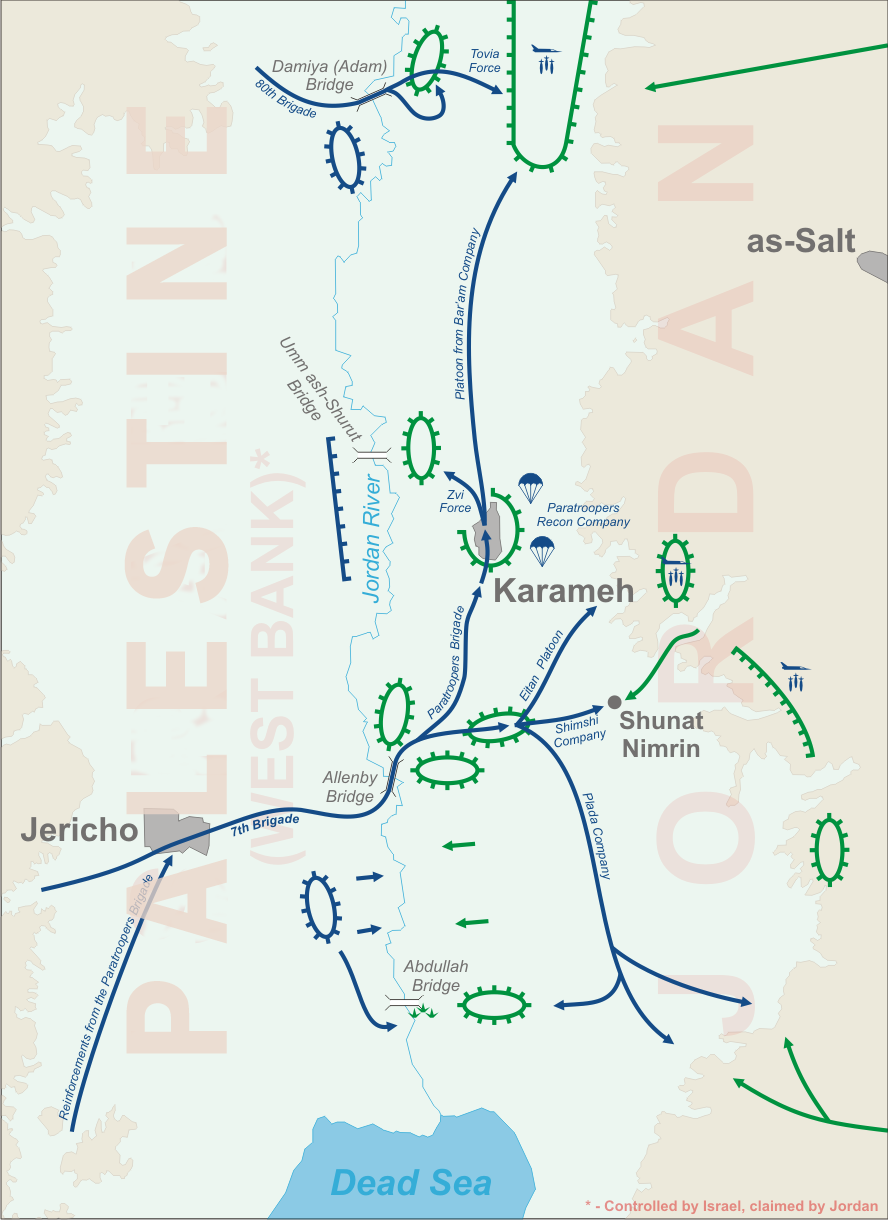
Plan de la bataille de Karameh. En bleu, les positions israéliennes; en vert, les positions jordaniennes.

En février 1968, Moshe Dayan, alors ministre de la Défense d'Israël, déclare que la ville de Karameh est « un repaire du Fatah ».
Le 18 mars 1968, une mine placée sur une route près d'Eilat tue un médecin et blesse une dizaine d'enfants.
Le soir du 20 mars 1968, les Israéliens attaquent par surprise et ne laissent pas mettre en place le plan palestinien, établi quelques heures plus tôt. La bataille durera 15 heures.
Selon Benny Morris, la Légion arabe avait été prévenue par la CIA de l'opération.

## Bilan de la bataille
Les bilans du combat divergent selon les sources.  
Israël : Benny Morris estime en 2001 les pertes israéliennes à 33 tués et 161 blessés et indique la perte de 4 chars de combat, 3 half-tracks, 2 voitures blindées ainsi qu'un avion. Selon l'armée jordanienne, on annonce plus 200 tués israéliens et plus de 45 chars abandonnés par Tsahal, dont 18 en état de marche. Yasser Arafat était présent dans le camp.
OLP : Concernant le Fatah, Chaim Herzog estime ses pertes à 200 tués et 150 capturés, Benny Morris déclare 156 morts et 141 capturés, et Kenneth Michael Pollack (ancien analyste de la CIA) les estime à 100 tués, 100 blessés, et 120–150 capturés, soit un tiers des combattants engagés sont tués ou blessés.
Jordanie : Herzog : 40 morts ; Morris : 84 morts et 250 blessés. Les Jordaniens ont également eu 13 chars détruits, 20 chars endommagés et 39 autres véhicules endommagés ou détruits. 
Cette bataille sera considérée comme légendaire dans le monde arabe. Le Fatah gagne en popularité, et ses partisans se multiplient.